# Denny Landzaat
Denny Landzaat, né le 6 mai 1976 à Amsterdam (Pays-Bas), est un ancien footballeur international néerlandais. Il jouait au poste de milieu de terrain.

## Biographie

### En équipe nationale
- 38 sélections en équipe nationale (1 but)

Il a fait ses débuts internationaux en juin 2001.
Landzaat participe à la coupe du monde 2006 avec l'équipe des Pays-Bas.

## Palmarès
Ajax Amsterdam
- Eredivisie
  - Champion (1) : 1996

 MVV Maastricht
- Eerste divisie (D2)
  - Champion (1) : 1997

 Feyenoord Rotterdam
- Coupe des Pays-Bas
  - Vainqueur (1) : 2008

 FC Twente
- Coupe des Pays-Bas
  - Vainqueur (1) : 2011
- Trophée Johan Cruyff
  - Vainqueur (1) : 2010